# مونتروز (أنغوس)
مونتروز هي بلدة تقع في أنغوس، إسكتلندا.